# ظمر رغدون (الريدة)
'

تعديل مصدري - تعديل

ظمر رغدون هي إحدى قرى عزلة الريدة وقصيعر بمديرية الريدة وقصيعر التابعة لمحافظة حضرموت، بلغ تعداد سكانها 128 نسمة حسب تعداد اليمن لعام 2004.